# Bikarkeppni karla (baloncesto) 2018-19
La Bikarkeppni karla 2018-19, llamada Geysisbikarinn por razones de patrocinio, fue la 53.ª edición de la Bikarkeppni karla (Copa de Islandia de baloncesto masculino), ganada por el Stjarnan contra el Njarðvík.
La competición fue organizada por la Federación Islandesa de Baloncesto. La fase final que consta de semifinales y final, se disputó en el Laugardagshöll de Reikiavik el 14 y 16 de febrero de 2019, retransmitiéndose en directo por el canal público de televisión, RÚV.
El jugador del Stjarnan, Brandon Rozzell, fue el jugador más valioso tras conseguir 30 puntos, 4 asistencias y una valoración de 23 en la final.

## Primera ronda
26 equipos participantes. 3 exentos, clasificados directamente para los octavos de final.
Los partidos se celebraron entre el 2 y el 5 de noviembre de 2018.
| Local            | Visitante       | Resultado |
| ---------------- | --------------- | --------- |
| Grundarfjörður   | ÍA              | 84-113    |
| Reynir Sandgerði | Tindastóll      | 26-100    |
| Snæfell          | Þór Þorlákshöfn | 61-90     |
| Haukar-b         | KR-b            | 68-82     |
| Höttur           | Skallagrímur    | 74-97     |
| Þór Akureyri     | Haukar          | 71-84     |
| Vestri-b         | Hamar           | 63-82     |
| Álftanes         | KR              | 68-101    |
| KV               | Fjölnir         | 60-95     |
| Njarðvík         | Valur           | 78-68     |
| Selfoss          | Sindri          | 94-91     |
| Stjarnan         | Breiðablik      | 105-78    |
| Grindavík        | Keflavík        | 80-65     |

## Octavos de final
16 equipos participantes: los 13 clasificados y los 3 exentos de la primera ronda.
Los ganadores se clasifican para los cuartos de final.
Los partidos se jugaron entre el 15 y 17 de diciembre de 2018.
| Local           | Visitante  | Resultado |
| --------------- | ---------- | --------- |
| Grindavík       | Njarðvík-b | 107-80    |
| KR-b            | KR         | 54-129    |
| ÍR              | ÍA         | 104-73    |
| Vestri          | Haukar     | 87-83     |
| Tindastóll      | Fjölnir    | 97-71     |
| Skallagrímur    | Selfoss    | 79-72     |
| Hamar           | Stjarnan   | 89-104    |
| Þór Þorlákshöfn | Njarðvík   | 76-96     |

## Cuartos de final
8 equipos participantes: 7 de la Domino's deildin y 1 de la 1. deild karla.
Los ganadores se clasifican para la fase final.
Los partidos se jugaron entre el 21 y 22 de enero de 2020.
| Local      | Visitante    | Resultado |
| ---------- | ------------ | --------- |
| ÍR         | Skallagrímur | 86-79     |
| Njarðvík   | Vestri       | 87-66     |
| KR         | Grindavík    | 95-65     |
| Tindastóll | Stjarnan     | 68-81     |

## Fase final
Los 4 equipos participantes eran de la Domino's deildin.
Todos los partidos se disputaron en el Laugardalshöll de Reikiavik.
|  | Semifinales           | Semifinales           | Semifinales           |          |          | Final                 | Final                 | Final                 |  |
|  | 14 de febrero de 2019 | 14 de febrero de 2019 | 14 de febrero de 2019 |          |          | 16 de febrero de 2019 | 16 de febrero de 2019 | 16 de febrero de 2019 |  |
|  |                       |                       |                       |          |          |                       |                       |                       |  |
|  |                       |                       |                       |          |          |                       |                       |                       |  |
|  | Stjarnan              | Stjarnan              | 87                    |          |          |                       |                       |                       |  |
|  | Stjarnan              | Stjarnan              | 87                    |          |          |                       |                       |                       |  |
|  | ÍR                    | ÍR                    | 73                    |          |          |                       |                       |                       |  |
|  | ÍR                    | ÍR                    | 73                    |          | Stjarnan | Stjarnan              | 84                    |                       |  |
|  |                       |                       |                       |          | Stjarnan | Stjarnan              | 84                    |                       |  |
|  |                       |                       | Njarðvík              | Njarðvík | 68       |                       |                       |                       |  |
|  | KR                    | KR                    | Njarðvík              | Njarðvík | 68       | 72                    |                       |                       |  |
|  | KR                    | KR                    |                       |          |          | 72                    |                       |                       |  |
|  | Njarðvík              | Njarðvík              | 81                    |          |          |                       |                       |                       |  |
|  | Njarðvík              | Njarðvík              | 81                    |          |          |                       |                       |                       |  |
|  |                       |                       |                       |          |          |                       |                       |                       |  |

## Semifinales

### Stjarnan vs. ÍR
| 14 de febrero de 2019 | Stjarnan                                                       | 87–73                                 | ÍR                                                       | |  |
| 17:30                 | Parciales: 24–21, 17–21, 19–16, 27–15                          | Parciales: 24–21, 17–21, 19–16, 27–15 | Parciales: 24–21, 17–21, 19–16, 27–15                    | |  |
|                       | Estadísticas Bæringsson, Rozzell 22 Bæringsson 8 Steinarsson 8 | Reporte Pts Reb Asts                  | Estadísticas Capers 33 Robinson, Þorsteinsson 8 Capers 5 | Pabellón: Laugardalshöll, Reikiavik Asistencia: 317 espectadores Árbitros: Sigmundur Herbertsson, Jóhannes Friðriksson, Ísak Kristinsson Televisión: RÚV |  |

### KR vs. Njarðvík
| 14 de febrero de 2019 | KR                                         | 72–81                                 | Njarðvík                                      | |  |
| 20:15                 | Parciales: 18–13, 14–26, 15–18, 25–24      | Parciales: 18–13, 14–26, 15–18, 25–24 | Parciales: 18–13, 14–26, 15–18, 25–24         | |  |
|                       | Estadísticas Acox 22 Boyd 10 Ermolinskij 7 | Reporte Pts Reb Asts                  | Estadísticas Friðriksson 18 Katenda 11 Ivey 6 | Pabellón: Laugardalshöll, Reikiavik Asistencia: 1.100 espectadores Árbitros: Kristinn Óskarsson, Leifur Gardarsson, Davíð Hreiðarsson Televisión: RÚV |  |

## Final

### Stjarnan vs. Njarðvík
| 16 de febrero de 2019 | Stjarnan                                            | 84–68                                 | Njarðvík                                              | |  |
| 16:30                 | Parciales: 23–18, 18–14, 19–25, 24–11               | Parciales: 23–18, 18–14, 19–25, 24–11 | Parciales: 23–18, 18–14, 19–25, 24–11                 | |  |
|                       | Estadísticas Rozzell 30 Bæringsson 14 Steinarsson 8 | Reporte Pts Reb Asts                  | Estadísticas Matasović 19 Friðriksson 8 Friðriksson 7 | Pabellón: Laugardalshöll, Reikiavik Asistencia: 2.100 espectadores Árbitros: Kristinn Óskarsson, Davíð Tómasson, Rögnvaldur Hreiðarsson Televisión: RÚV |  |